# Renegade (singel Hammerfall)
Renegade – pierwszy singel szwedzkiego zespołu Hammerfall. Poza trzema piosenkami zawiera także wideoklip z nagrywania albumu i wygaszacz ekranu.

## Lista utworów
1. "Renegade" - 04:24
2. "Run With the Devil" (cover Heavy Load) - 03:39
3. "Head Over Heels" (cover Accept) - 04:35

## Twórcy

### Zespół
- Joacim Cans - śpiew
- Oscar Dronjak - gitara elektryczna, śpiew
- Magnus Rosén - gitara basowa
- Stefan Elmgren - gitara elektryczna
- Anders Johansson - perkusja

### Goście
- Kai Hansen - śpiew, instrumenty klawiszowe, gitara
- Udo Dirkschneider - śpiew
- Bracia Wahlqvist - śpiew